# Érszakácsi
Érszakácsi (románul Săcășeni vagy Socaciu) falu és községközpont Romániában, Szatmár megyében,

## Fekvése
Szatmár megyében, Nagykárolytól délkeletre, Tasnádtól 9 kilométerre, Tasnádszarvad és Nagyderzsida között fekvő település.

## Nevének eredete
Nevét első lakóiról kapta, akik királyi szakácsok voltak.

## Története
Érszakácsi ősi település, amely már az Árpád-korban is fennállt. Nevét az oklevelek 1240-ben már említették Zaka, 1300-ban pedig Zakachy néven.
Szakácsi a középkorban jelentős hely lehetett, mivel itt már az 1300-as évek közepén is megyegyűlést tartottak, s itt ekkor vámhely is volt.
1354-ben a településnek Szakácsi Erdélyi Jakab szatmári alispán volt birtokosa, s az övé volt még 1374-ben is.
1570-ben Nagyfalusi Serédi Istvánt írták birtokosául.
1570-ben Csűry István ellentmond, amikor Serédy Istvánt a szakácsii birtokba akarják beiktatni.
1583. május 9-én Krakkóban kelt adománylevelében Báthori István lengyel király és erdélyi fejedelem Csűry (Chyury/ Chwrÿ) Istvánnak és Genczhy Jánosnak adományozza új adományozás címén a Szakácsi részjószágot minden hozzátartozóval és a benne gyakorolt királyi jogokkal együtt; mert tekintetbe veszi ezeknek az érdemeit s azt a körülményt, hogy e részjószág az őseik birtoka s már ezelőtt is a Csűry István és a Gencsy János tulajdona volt.[null *] A beiktatás 1584-ben történt.[null *] 1586-ban ezeket az ilosvai jószágba is beiktatták.
1597-ben Gencsy János halála után szakácsi javain osztozkodtak özvegye Erdélyi Dorottya és leányai.
1600-ban végigvonulva az Érmelléken felégette az egész Érmelléket, közte Szakácsit is. Ekkor pusztult el a község régi egyháza is.
1620. augusztus 17-én Csűry Miklós átveszi Ilosvai Gencsy Bálintnak gencsi és szakácsi részeit a paposi, jándi, barlatafalvi részekért.
1639-ben Csűry Imre bérbe veszi kilenc forinton Gersenyi János szakácsi részbirtokát.
1699-ben Medgyesi Sámuelné itteni részbirtokát adta zálogba Széchy Guthi asszonynak és gyermekeinek.
1718-ban Ilosvai Dobai György és neje Széchi Judit gyermekei osztoztak meg az itteni részbirtokon.
Ez évben újból tűzvész pusztított a településen.
1795-ben a kincstár mint Rákóczi birtokot magának tartotta meg az Aspermont Anna és férje vallomása alapján, mely szerint Szakácsi a tasnádi uradalomhoz tartozott.
1833-ban az előzőeket újabb nagy tűzvész követte, felégetve a községet.
1847-ben 847 lakosa volt, ebből római katolikus 10, görögkatolikus 347, református 460, izraelita 30 fő volt.
1880-ban 1254 lakos élt Érszakácsiban, 1890-ben pedig 1486-an éltek a településen. Ebből 1100 magyar, 362 oláh, egyéb nyelvű 12, róm.kat. 18, görögkatolikus 374, református 1031, izraelita 31. Házak száma 192.
Érszakácsi a trianoni békeszerződés előtt Szilágy vármegye Tasnádi járásához tartozott.

## Nevezetességei
- Református temploma – 1760-ban épült újra a régi elpusztult templom helyén.
- Görögkatolikus temploma.
- A kastély (eklektikus, 1880-ban épült), melyben a polgármesteri hivatal található, régen a Braunecker báró családé volt 1948-ig, amikor a kommunisták államosították.

## Lakói
Lakosságának többsége magyar, de románok, cigányok, svábok és szlovákok is élnek itt.